# 沃丁頓山
沃丁頓山是海岸山脈的最高峰，也是加拿大不列顛哥倫比亞省的最高峰，高4019米。沃丁頓山的登山難度很高，但也擁有十分壯麗的景色。人類首次登頂沃丁頓山成功是在1936年。